# Patrick Demarchelier

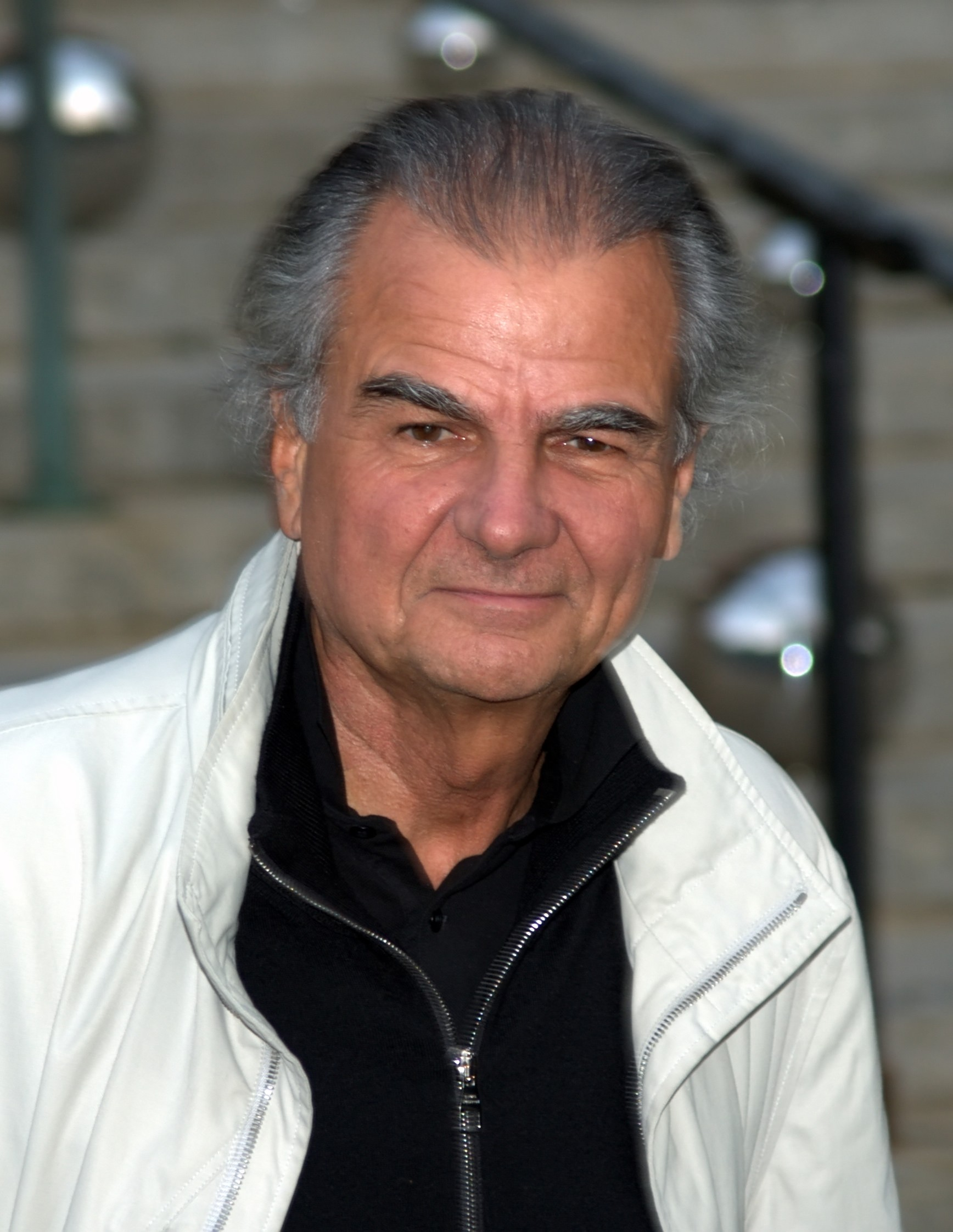
Demarchelier in 2010

Patrick Demarchelier (Parijs, 21 augustus 1943 – Saint-Barthélemy, 31 maart 2022) was een Frans modefotograaf. Hij werd bekend door zijn portretten reeks van Prinses Diana en later ook Kate Moss, DiCaprio en Jolie.

## Biografie
Patrick Demarchelier werd geboren in ene gezin van vijf broer uit een Franse vader en Brits-Franse moeder. Zijn vader baatte bij zijn geboorte een mobiele bioscoop uit maar door de bezetting viel er weinig te verdienen en verhuisde het gezin naar Le Havre. In 1951 verdween zijn vader richting Afrika waarna zijn moeder hertrouwde. Voor zijn 17de verjaardag kreeg hij van zijn stiefvader een fototoestel (Eastman Kodak). Hij werkte even als zeepverkoper maar kon daarna aan de slag in een fotolabo waar hij leerde ontwikkelen. Daarnaast begont hij als trouw- en pasfotograaf. In 1963 verhuisde hij naar Parijs en kon hij aan de slag bij een filmtijdschrift en modellenbureau. Doordat hij als assistent van de Zwitserse modefotograaf Hans Feurer aan de slag kon, werd hij in de modewereld geïntroduceerd. Hij raakte bevriend met het Zweedse model Mia Skoog en samen verhuisden ze naar New York in 1975. Ze trouwden en kregen drie kinderen. 
Hij werkte daar samen met fotografen zoals Henri Cartier-Bresson, Terry King en Jacque Guilbert en zijn werk verscheen in Elle, Marie Claire Vogue Harper's Bazaar en op de cover van Vogue, Elle, Rolling Stone, Glamour, Life, Newsweek en Mademoiselle. Daarnaast maakte hij ook reclamecampagnes voor Dior, Louis Vuitton, Ralph Lauren, Celine, TAG Heuer, Gianni Versace, Chanel, Donna Karan, Yves Saint Laurent, Tommy Hilfiger, Calvin Klein, Carolina Herrera, L'Oréal, Moschino, Vera Wang, Elizabeth Arden, Brooke Shields-pop (1982) H&M, Cutty Sark, Sam Edelman,  Max Azria, Farrah Fawcett-shampoo (1978), Express , Longchamp, Cutty Sark Blumarine, Lacoste, Pirelli-kalender (2005) Ann Taylor, Zara, Elizabeth Arden, Revlon, Platenhoes voor Madonna, Lancôme en Gianfranco Ferré. 
Nadat hij zich teruggetrokken heeft op de Antillen wordt hij in 2018 beschuldigd door The Boston Globe van grensoverschrijdend gedrag en handtastelijkheden. 

## Erkentelijkheden
- 2006 -  Verwijzing in the film The Devil Wears Prada
- 2007 - Officier in Ordre des Arts et des Lettres
- 2008 - cameo in film  Sex and the City
- 2013 - vermelding in de lijst van vijftig best geklede 50-plussers door The Guardian